# Giulio Rodinò
Giulio Rodinò (Nápoly, 1875. január 10. – Róma, 1946. február 16.) olasz nemesi család tagja, a nápolyi katolikus mozgalom képviselője, ügyvéd, politikus és több alkalommal az Olasz Királyság minisztere volt.

## Élete
Nemesi család gyermekeként született. 1913-ban a nápolyi katolikus mozgalom képviselőjévé választották. 1919-ben részt vett Olasz Néppárt megalapításában. 1919-től 1921-ig és 1924-től 1926-ig a képviselőház alelnöke volt. 1920-ban és 1921-ben ő látta el a hadügyminiszteri, 1921-ben és 1922-ben pedig az igazságügyi miniszteri tisztséget. 
1926 novemberében lemondott parlamenti mandátumáról. 
A fasizmus bukása után – az Olasz Kereszténydemokrata Párt képviseletében – visszatért a politikai életbe. 1944 áprilisától júniusig tárca nélküli miniszter volt, majd 1944 decemberétől 1945 júniusáig a Bonomi-kormány miniszterelnök-helyetteseként tevékenykedett.   
1946. február 16-án hunyt el Rómában.

## Külső hivatkozások
- Nobili Napoletani: Giulio Rodinò életrajza a Rodinò-család profilján(olaszul)
- Primoercolano.altervista.org: Giulio Rodinò(olaszul)